# Cerkiew Ikony Matki Bożej „Wszystkich Strapionych Radość” w Grabarce
Cerkiew pod wezwaniem Ikony Matki Bożej „Wszystkich Strapionych Radość” – zabytkowa drewniana cerkiew prawosławna. Świątynia pomocnicza żeńskiego monasteru Świętych Marty i Marii na Świętej Górze Grabarce. Położona na terenie parafii Świętych Marty i Marii w Grabarce, w dekanacie Siemiatycze diecezji warszawsko-bielskiej Polskiego Autokefalicznego Kościoła Prawosławnego.

## Historia
Pierwsze mniszki, które osiedliły się na Grabarce w związku z powołaniem tam w 1947 Monasteru Świętych Marty i Marii, żyły w ciężkich warunkach bytowych. Na budynek mieszkalny adaptowano niewielką stróżówkę, ale początkowo – z braku miejsca – nocować trzeba było także na nieogrzewanej dzwonnicy bądź u okolicznych mieszkańców. Monaster Świętych Marty i Marii był wówczas jedynym żeńskim monasterem prawosławnym w granicach Polski. Sukcesywne dołączanie do niego nowych sióstr wzmagało problemy mieszkaniowe. Kilkukrotnie dokonywano przebudowy niewielkiej stróżówki, co zawsze pomagało tylko tymczasowo. 
Ciężka zima na przełomie lat 1949/1950 ukazała na niezbędność istnienia ogrzewanych pomieszczeń mieszkalnych, jak również cerkwi, która pozwalałaby uczestniczyć w kilkugodzinnych nabożeństwach także w obliczu kilkunastostopniowego mrozu (główna cerkiew Przemienienia Pańskiego była świątynią zupełnie nieogrzewaną). W związku z tym w 1950 na południowym krańcu monasterskiego wzgórza rozpoczęto budowę nowej cerkwi, tak zwanej „zimowej”. Budowany budynek miał pomieścić zarówno ogrzewaną piecem kaflowym świątynię, jak i przylegające do niej cele dla najstarszych sióstr.
Fundamenty pod cerkiew Ikony Matki Bożej „Wszystkich Strapionych Radość” poświęcił metropolita Makary – nowo wybrany zwierzchnik Polskiego Autokefalicznego Kościoła Prawosławnego. Poświęcenia ukończonej świątyni dokonano zaś 6 listopada 1956. Budynek o kształcie wydłużonego prostokąta z dwuspadowym dachem mieścił od wschodu świątynię, do której od zachodu przylegał dwukondygnacyjny budynek mieszkalny. Od strony północnej przedsionek prowadził do świątyni, a od zachodniej – do części mieszkalnej dla sióstr.  
W 1963 w świątyni przeprowadzono remont (odmalowano wnętrze, poprawiono piece, rozszerzono klirosy), a w 1964 nad wejściem do niej wykonano dzwonnicę, w której zawieszono dzwon, będący darem wiernych parafii św. Jana Teologa w Chełmie. 
W latach 1987–1989 przeprowadzono poważne naprawy dachu cerkwi (remont kopuł i wymiana gontu). Siostry zamieszkiwały w przylegających do świątyni celach aż do końca lat 70., gdy oddano do użytku oddzielny murowany budynek monasterski z celami dla sióstr.
W latach 2010–2016, dzięki wsparciu finansowemu Norwegii, Islandii i Liechtensteinu (w ramach projektu „Wschodniosłowiańskie dziedzictwo kulturowe – konserwacja, renowacja, digitalizacja zabytkowych cerkwi”) świątynia została gruntownie odrestaurowana – przeprowadzono remont schodów, stolarki, dzwonnicy, podłogi, ścian wewnętrznych i chóru oraz umieszczono nowy ikonostas. W 2016 trwały prace nad wykonaniem polichromii wewnątrz świątyni. Po zakończeniu remontu, cerkiew została 21 maja 2017 poświęcona; uroczystości przewodniczył metropolita warszawski i całej Polski Sawa, w asyście metropolity czerniowieckiego i bukowińskiego Melecjusza (Ukraiński Kościół Prawosławny Patriarchatu Moskiewskiego), arcybiskupa wrocławskiego i szczecińskiego Jerzego oraz licznego duchowieństwa z Polski i Ukrainy.
Cerkiew (wraz z całym zespołem klasztoru prawosławnego) została wpisana do rejestru zabytków 15 września 1977 pod nr 405.

## Architektura
Budowla drewniana, wzniesiona na planie krzyża. Od frontu przedsionek, poprzedzający nawę. Prezbiterium mniejsze od nawy, zamknięte prostokątnie, z dwoma bocznymi pomieszczeniami. Dach blaszany, dwukalenicowy. Nad przedsionkiem, nawą, prezbiterium i pomieszczeniami bocznymi pięć ośmiobocznych wieżyczek zwieńczonych baniastymi hełmami.
Ściany wewnętrzne ozdobione są polichromiami (zajmującymi ogółem powierzchnię 250 m²), przedstawiającymi 200 postaci świętych. Wnętrze cerkwi oświetlają trzy panikadiła (żyrandole), zaprojektowane przez siostry z miejscowego monasteru.